# Juruva-ruiva
Momoto-ruivo ou juruva-ruiva (nome científico: Baryphthengus martii) é uma espécie de ave coraciiforme. Pode ser encontrada de Honduras à Bolívia.

## Subespécies
São reconhecidas duas subespécies:
- Baryphthengus martii martii (Spix, 1824) - ocorre no Sul da Colômbia até a Bolívia, e na região central do Brasil;
- Baryphthengus martii semirufus (P. L. Sclater, 1853) - ocorre na costa caribenha de Honduras até o Noroeste da Colômbia, e Oeste do Equador.